# Мир (Курганская область)
Мир — село в Альменевском районе Курганской области. Административный центр Шариповского сельсовета.

## История
Основано в 1937 году в качестве 1-й фермы вновь созданного Катайского совхоза. Решением Курганского облисполкома № 434 от 9 декабря 1963 года посёлок фермы № 1 Катайского совхоза переименован в деревню Мир.

## Население
| 1989 | 2002  | 2010 |
| ---- | ----- | ---- |
| 1391 | ↘1110 | ↘887 |